# (413) Edburga
(413) Edburga – planetoida z grupy pasa głównego asteroid okrążająca Słońce w ciągu 4 lat i 58 dni w średniej odległości 2,58 j.a. Została odkryta 7 stycznia 1896 roku w Landessternwarte Heidelberg-Königstuhl w Heidelbergu przez Maxa Wolfa. Planetoida została nazwana imieniem żeńskim Edburga pochodzenia staroangielskiego. Przed jej nadaniem planetoida nosiła oznaczenie tymczasowe (413) 1896 CL.